# Simalio percomis
Simalio percomis là một loài nhện trong họ Clubionidae.
Loài này thuộc chi Simalio. Simalio percomis được Eugène Simon miêu tả năm 1906.